# Kessya Bussy
Pour les articles homonymes, voir Bussy.
Kessya Bussy, née le 19 juin 2001 à Orléans (Loiret), est une footballeuse internationale française évoluant au poste d'attaquante au VfL Wolfsburg.

## Biographie

### Carrière en club
Kessya Bussy commence le football en club en U9 à la SMOC Saint-Jean-de-Braye, et découvre la compétition deux ans plus tard. Des U13 aux U15, elle évolue avec des garçons, avant de retrouver une équipe féminine en 2016 à l'US Orléans. Elle intègre en parallèle le Pôle espoirs de Tours.
De 2018 à 2020, elle évolue en D2 avec Orléans, et marque 13 buts en 36 matchs disputés. En juin 2020, elle rejoint le Stade de Reims et découvre la Division 1.    En juin 2022, elle prolonge son contrat avec le Stade de Reims pour 2 saisons supplémentaire (jusqu'en 2024).
En mars 2023, elle se blesse au niveau du pied ce qui met fin à sa dernière saison avec le Stade de Reims.
Fin juin 2023, elle signe en faveur du Paris FC pour 2 saisons. 
En juin 2025 le Paris FC annonce que le contrat de la joueuse ne sera pas renouvelée à l'issue de la saison 2024-2025.

### Carrière en sélection
Sélectionnée dans toutes les catégories de jeunes avec la France, Kessya Bussy participe au titre de champion d'Europe remporté par l'équipe de France U19 en juillet 2019, en ayant disputé quatre matchs et marqué un but.
Elle connaît sa première sélection en équipe de France A en entrant en jeu lors d'un match amical contre l'Allemagne le 10 juin 2021. Elle y sera encore appelé en novembre 2021 et y jouera un match.

### Vie privée
En juin 2023, elle obtient sa licence de géographie et aménagement.

## Palmarès
France -19 ans
- Euro -19 ans (1) :
  - Vainqueur : 2019.

 Paris FC
- Coupe de France (1) : 
  - Vainqueur : 2025.

## Statistiques
| Saison                | Club                  | Championnat            | Championnat | Championnat | Coupe(s) nationale(s) | Coupe(s) nationale(s) | France | France | Total | Total |
| Saison                | Club                  | Division               | M.          | B.          | M.                    | B.                    | M.     | B.     | M.    | B.    |
| 2017-2018             | US Orléans            | DH Centre-Val de Loire |             |             | 1                     | 0                     | -      | -      | 1     | 0     |
| 2018-2019             | US Orléans            | Division 2             | 21          | 11          |                       |                       | -      | -      | 21    | 11    |
| 2019-2020             | US Orléans            | Division 2             | 15          | 2           | 2                     | 2                     | -      | -      | 17    | 4     |
| Sous-total            | Sous-total            | Sous-total             | 36          | 13          | 3                     | 2                     | -      | -      | 39    | 15    |
| 2020-2021             | Stade de Reims        | Division 1             | 22          | 5           | 1                     | 0                     | 1      | 0      | 24    | 5     |
| Sous-total            | Sous-total            | Sous-total             | 22          | 5           | 1                     | 0                     | 1      | 0      | 24    | 5     |
| Total sur la carrière | Total sur la carrière | Total sur la carrière  | 58          | 18          | 4                     | 2                     | 1      | 0      | 63    | 20    |